# Órgão análogo
Órgãos análogos são órgãos de seres vivos que desempenham funções semelhantes em diferentes organismos, porém apresentando origem embrionária e estruturas anatômicas diferentes. Ilustram o fenômeno da convergência adaptativa, o que reflete que evoluíram de antepassados distintos. 
Um exemplo de órgãos análogos são as asas das aves e dos insetos que, apesar de distintas quanto à estrutura e origem embrionária, têm a mesma função: permitir o voo.